# Fédération de Malaisie
 (avril 2025).
Si vous disposez d'ouvrages ou d'articles de référence ou si vous connaissez des sites web de qualité traitant du thème abordé ici, merci de compléter l'article en donnant les références utiles à sa vérifiabilité et en les liant à la section « Notes et références ».
1948–1963
Entités précédentes :
- Union malaise

Entités suivantes :
- Malaisie

La fédération de Malaisie ou fédération de Malaya (en anglais : Federation of Malaya) est une fédération de 11 États qui exista dans la péninsule Malaise entre 1948 et 1963 au sein de la Malaisie britannique correspondant aujourd'hui à la Malaisie péninsulaire, jusqu'à l'indépendance en 1957 et après l'accord de 1963 qui permet la fusion avec la Malaisie orientale et Singapour (qui devient indépendant en 1965) pour former l'actuelle Malaisie.

## Histoire
La fédération fut formée le 31 janvier 1948 à partir de neuf États malais et des établissements britanniques de Penang et Malacca. Il s'agissait d'une colonie britannique remplaçant l'Union malaise, dont le mode d'administration avait rencontré l'opposition ferme de la population locale.
À l'intérieur de la fédération, les États malais étaient des protectorats britanniques, tandis que Penang et Malacca demeuraient des colonies du Royaume-Uni. Tout comme l'Union malaise avant elle, la fédération ne comprenait pas Singapour.
La fédération de Malaisie obtint son indépendance le 31 août 1957. En 1963, la Malaisie actuelle succéda à l'ancienne fédération de Malaisie, après l'accord d'unionintégrant Singapour (qui devient indépendant en 1965), Sarawak et le Bornéo du Nord, situés en Malaisie orientale.